# 大久保一久
大久保 一久（おおくぼ かずひさ、1950年7月22日 - 2021年9月12日）は、日本のミュージシャン、フォークシンガー、シンガーソングライターである。薬剤師でもある。血液型はA型。愛称は「クボやん」。
広島県呉市出身。広島県立呉宮原高等学校を経て、昭和大学薬学部卒業。

## 略歴
- 学生時代から広島フォーク村などで活動[1][4]。
- その後、ユイ音楽工房に入社。
- 1973年、フォークグループ「猫」に加入し、3rdアルバム 『猫・あなたへ』、4thアルバム『猫・エピローグ』に参加。
- 1975年、「猫」解散直前に脱退。かぐや姫の伊勢正三とフォークデュオ「風」を結成[2][6]。
- 1977年、結婚
- 1979年、「風」活動休止。ソロ活動に入る
- 1983年、ソロ活動休止。その後は薬剤師として薬局に勤務[1]。
- 1990年、南こうせつのライブ・イベント「第10回 サマーピクニック ファイナル」に伊勢正三と共に出演。一夜限りの「風」復活。
- 2001年、ソロ活動再開。木下敬と「M」を結成
- 2007年5月6日、品川プリンスステラボールにおける伊勢正三のソロコンサートに飛び入り参加[7]、28年ぶりの「風」復活を果たした。7月21日の「べるが」コンサートにも出演。
- 2008年4月1日、ゲストとして随行する予定の伊勢正三のコンサートツアーのリハーサル中に倒れ、都内の病院に搬送された。脳血管障害のため、緊急手術を受けた[1]。 手術は成功し、7月に退院。その後は広島の実家で療養を続けていた[1]。
- 2021年9月12日、急性心臓疾患のため、東京都内の自宅で死去[8]。71歳没。近年は脳梗塞を患い、入退院を繰り返していた[1]。

## エピソード
- アマチュア時代の1971年、自主制作で出した『知らない街で』は、吉田拓郎の初めての他人への提供曲といわれている[4][5]。
- 風時代にはアルバム「海風」あたりからそのポップな感覚に独自性を発揮しはじめ（「トパーズの色の街」など）、「MOONY NIGHT」では伊勢正三に遜色ない独自な世界を完成させ、ソロ時代に移ることとなった。
- プロ野球は広島ファン。そのため『JAM JAM 11』（ラジオ大阪）のパーソナリティを務めていた頃は、大阪の局の番組であるにもかかわらず広島びいきを展開し、巨人だけでなく阪神をもけなすトークをしていたこともあった[9]。

## ディスコグラフィ

### シングル
| 発売日                 | 面                    | タイトル              | 作詞                  | 作曲                  | 編曲                      | 規格                  | 規格品番              |
| 日本クラウン / Orplid  | 日本クラウン / Orplid | 日本クラウン / Orplid | 日本クラウン / Orplid | 日本クラウン / Orplid | 日本クラウン / Orplid     | 日本クラウン / Orplid | 日本クラウン / Orplid |
| ---------------------- | --------------------- | --------------------- | --------------------- | --------------------- | ------------------------- | --------------------- | --------------------- |
| 1979年6月25日          | A                     | 暁に帰る              | 喜多條忠              | 大久保一久            | 水谷公生                  | EP                    | OPL-1                 |
| 1979年6月25日          | B                     | 色褪せた街角          | 大久保一久            | 大久保一久            | 佐藤準                    | EP                    | OPL-1                 |
| 1980年3月5日           | A                     | 君よ                  | 大久保一久            | 大久保一久            | 水谷公生                  | EP                    | OPL-7                 |
| 1980年3月5日           | B                     | 季節の変わり目        | 大久保一久            | 大久保一久            | 石山恵三＆ バナナブレッド | EP                    | OPL-7                 |
| フィリップス・レコード |                       |                       |                       |                       |                           |                       |                       |
| 1981年4月25日          | A                     | 三人関係              | 喜多條忠              | 大久保一久            |                           | EP                    | 7PL-24                |
| 1981年4月25日          | B                     | 裏街そのあたり        | 大久保一久            | 大久保一久            |                           | EP                    | 7PL-24                |
| 1981年11月25日         | A                     | 君のスカーフ          | 三浦徳子              | 大久保一久            | 水谷公生                  | EP                    | 7PL-58                |
| 1981年11月25日         | B                     | つめたい雨            | 大久保一久            | 大久保一久            | 水谷公生                  | EP                    | 7PL-58                |
| 1983年2月5日           | A                     | 抱きしめたい          |                       |                       |                           | EP                    | SNH-1040              |
| 1983年2月5日           | B                     | Say Good-bye          |                       |                       |                           | EP                    | SNH-1040              |

### アルバム

#### オリジナル・アルバム
| 発売日                 | アルバム | 規格                  | 規格品番              | 備考                  |
| 日本クラウン / Orplid  | 日本クラウン / Orplid | 日本クラウン / Orplid | 日本クラウン / Orplid | 日本クラウン / Orplid |
| ---------------------- | --- | --------------------- | --------------------- | --------------------- |
| 1979年8月25日          | IN MY LIFE A面 1. 色褪せた街角 2. 雨 3. 風紋 4. 帰郷 5. 海鳴り B面 1. 暁に帰る 2. そこに風 3. 仄(ほの)めく 4. BGMの街 5. 余韻                                                               | LP                    | OPL-1001              |                       |
| 1979年8月25日          | IN MY LIFE A面 1. 色褪せた街角 2. 雨 3. 風紋 4. 帰郷 5. 海鳴り B面 1. 暁に帰る 2. そこに風 3. 仄(ほの)めく 4. BGMの街 5. 余韻                                                               | CT                    | NCT-2008              |                       |
| 2021年12月8日          | IN MY LIFE A面 1. 色褪せた街角 2. 雨 3. 風紋 4. 帰郷 5. 海鳴り B面 1. 暁に帰る 2. そこに風 3. 仄(ほの)めく 4. BGMの街 5. 余韻                                                               | CD                    | CRCP-20587            |                       |
| フィリップス・レコード | |                       |                       |                       |
| 1981年                 | (out of…) A面 1. リクエスト 2. 北風 3. 三人関係 4. お前を抱きしめ 5. 裏街そのあたり B面 1. 春を呼べ 2. 迷い 3. 眩しい朝 4. スポットライト 5. 今                                             | LP                    | 28PL-5                |                       |
| 1981年                 | (out of…) A面 1. リクエスト 2. 北風 3. 三人関係 4. お前を抱きしめ 5. 裏街そのあたり B面 1. 春を呼べ 2. 迷い 3. 眩しい朝 4. スポットライト 5. 今                                             | CT                    | 28LT-5                |                       |
| 1982年                 | Loving you A面 1. 逢いたくて..... 2. Loving You 3. The Four Seasons 4. そんな夕暮れ 5. ラスト・ドリーム B面 1. 君のスカーフ 2. Carry On 3. 密かに 4. ロンリー・ロンリー 5. 恋はミステリアス | LP                    | 28PL-25               |                       |

#### オムニバス・アルバム
- Folk Village～フォーク & ニューミュージック大全集～日本フォノグラム編（2001年2月21日、KITTY、UMCK-4017）-　「君のスカーフ」収録
- Light Mellow Wing（2014年6月18日、Light Mellow、CRC-1762）-　「風紋」収録

## 出演

### ラジオ
- 電撃わいどウルトラ放送局（1978年4月 - 1979年3月、ラジオ関東）
- JAM JAM 11（1979年4月 - 1980年4月、ラジオ大阪）
- MBSミュージックマガジン（1980年10月 - 1981年3月、MBSラジオ）
- 熱中スペース午前1時（1981年4月4日 - 1982年4月3日、MBSラジオ 土曜深夜 25:00 - 25:30　柏原芳恵と共演）
- ミュージックタウン（1982年 - 1983年当時、中国放送　月曜 - 金曜深夜 24:00 - 24:15）